# 帕克斯堡 (印第安納州)
帕克斯堡（英語：Parkersburg）是位於美國印第安納州蒙哥馬利縣的一個非建制地區。該地的面積和人口皆未知。